# Alice Zeppilli
Alice Zeppilli   (Menton, 28 d'agost de 1885 - Pieve di Cento, 14 de setembre de 1969) va ser una soprano operística francesa d'herència italiana que va tenir una activa carrera de cantant internacional des de 1901 fins a 1930. El cim de la seva carrera va ser als Estats Units d'Amèrica, on va gaudir d'una gran popularitat entre 1906 i 1914, especialment a les ciutats de Chicago, Nova York i Filadèlfia. Va ser popular a Montecarlo, on va actuar amb freqüència entre 1904 i 1919 i més tard va treballar com a professora de cant després de la seva retirada dels escenaris. Només va fer un enregistrament, un cilindre de fonògraf per al segell Columbia Records, contenint la Gavotte de la Manon de Jules Massenet i l'ària d'Olympia de Les Contes d'Hoffmann de Jacques Offenbach.

## Primera vida i educació
Va néixer a Menton, França, filla de pares italians. Era cosina (per part de la seva mare) de la cantant Luisa Villani (1884–1961). El pare d'Alice, Nicola Zeppilli, va ser director d'orquestra al Théâtre du Casino de Montecarlo. El pare va enviar Alice a Itàlia per estudiar òpera a Milà amb Elettra Callery-Viviani.

## Carrera d'òpera
Zepilli va debutar a l'òpera professional a Milà al Teatre Lirico el 25 de novembre de 1901, a l'edat de setze anys, com a Stella a l'estrena mundial de Chopin de Giacomo Orefice. Va tornar a cantar aquest paper per al seu debut al teatre de La Fenice de Venècia el 1902. El 1903 va tenir un gran èxit a Venècia com l'heroïna de Cendrillon de Jules Massenet. El 1904 va aparèixer a l'Òpera de Montecarlo com a Gilda de Rigoletto de Giuseppe Verdi, al costat d'Enrico Caruso com a Duc de Màntua i de Roger Bourdin com a Rigoletto.
Va tornar periòdicament a Montecarlo durant la seva carrera, interpretant papers com ara Inés a L'Africaine de Giacomo Meyerbeer (1905), Violetta a La traviata de Verdi (1910), els papers principals de Manon de Massenet (1915) i de Madama Butterfly de Puccini (1916), Thalie i Junon de Platée de Jean-Philippe Rameau (1917), Maria di Spagna de Ruy Blas de Filippo Marchetti (1919) i Nannetta de Falstaff de Verdi (1919), entre altres papers.
Des de 1905 fins al 1907, Zeppilli va actuar amb una companyia d'òpera italiana de gira a l'Argentina, Egipte, Grècia i Romania. El 1907 va tenir un gran èxit al Teatro Regio de Parma com a Jebbel de l'òpera Germania d'Alberto Franchetti. Aquell any, va cantar a Parma el paper d'Anna di Rehberg de Loreley d'Alfredo Catalani. Va debutar al Royal Opera House, Covent Garden, de Londres el 1907 com a Musetta de La bohème de Giacomo Puccini i també va ser vista aquell any a Londres com a Bersi d'Andrea Chénier d'Umberto Giordano.
De 1907 a 1910 Zeppilli va ser membre de la Manhattan Opera Company d'Oscar Hammerstein a la ciutat de Nova York, amb qui va debutar als Estats Units com a Olympia de Les Contes d'Hoffmann a la Manhattan Opera House el 1907.
Va servir simultàniament a la companyia d'òpera germana de Hammerstein, la Philadelphia Opera Company, des de 1908 fins a 1910. Va cantar el paper de Micaela de Carmen de Georges Bizet a l'obertura de l'Òpera de Filadèlfia el 1908. El 1910 va actuar a l'estrena americana de l'òpera De Herbergprinses de Jan Blockx, cantada en italià sota el títol de La Princesse d'Auberge. Altres papers que va cantar amb les companyies d'òpera de Manhattan i de Filadèlfia inclouen els d'Irma de Louise de Gustave Charpentier, Marguerite de Valois de Les Huguenots de Giacomo Meyerbeer, els papers de Mimì i de Musetta de La bohème de Puccini i Siébel de Faust de Charles Gounod.
Des de 1910 fins a 1914, Zeppilli va ser membre de la Chicago Grand Opera Company que no només actuava regularment a Chicago sinó també a Filadèlfia. Amb aquesta companyia va interpretar, sobretot, el paper de Lygie a les estrenes als Estats Units d'Amèrica de Quo vadis de Jean Nouguès el 1911, i va crear el paper de Rosaura a l'estrena mundial de I dispettosi amanti d'Attilio Parelli el 1912.
Alguns dels altres papers que va cantar amb la companyia inclouen tant Antònia com Olympia de Les Contes d'Hoffmann, Cio-Cio-San de Madama Butterfly, Gilda de Rigoletto, Marguerite de Valois, Marguerite de Faust, Micaëla de Carmen, Musetta de La bohème, Nedda de Pagliacci de Ruggero Leoncavallo, Ophélie de Hamlet d'Ambroise Thomas, Santuzza de Cavalleria rusticanade Pietro Mascagni, Susanna de Les noces de Fígaro de Wolfgang Amadeus Mozart, Violetta de La traviata de Verdi, Zerlina de Don Giovanni de Mozart i els papers principals d'Il segreto di Susanna d'Ermanno Wolf-Ferrari, Natoma de Victor Herbert i de Tosca de Puccini entre d'altres.
El 1909-1910, Zeppilli també va actuar a l'Opéra-Comique de París on va debutar com a heroïna principal de Lakmé de Léo Delibes i també va ser escoltada com a Manon en l'obra homònima de Jules Massenet.
Va aprofitar el seu temps a París per estudiar cant amb la soprano Rose Meuniez de Caron. El 1913 es va casar amb Giuseppe Alberghini, primer violoncel de l'Orquestra Simfònica de Chicago. El 1914 va tornar a aparèixer a la Royal Opera House de Londres com a Nannetta, Susanna, Musetta i Oscar d'Un ballo in maschera de Verdi. Entre 1917 i 1918 va estar contractada pel Teatre Costanzi de Roma, on va interpretar els papers d'Alice Ford de Falstaff de Verdi, Mimì de La bohème i Cio-Cio-San de Madama Butterfly. El 1919 va ser escoltada al Teatre San Carlo de Nàpols.
El 1915 el seu marit va ser cridat a l'exèrcit per l'esclat de la Primera Guerra Mundial i ella el va seguir a Itàlia, continuant les seves actuacions en teatres de França i Itàlia (incloent-hi Milà, Nàpols, Parma, Roma i Torí). Durant la guerra, el seu marit va conèixer el poeta italià Gabriele D'Annunzio, com el seu capità superior, amb qui la parella va començar una gran amistat, que va continuar després del final de la guerra.

## Mestra i vida posterior

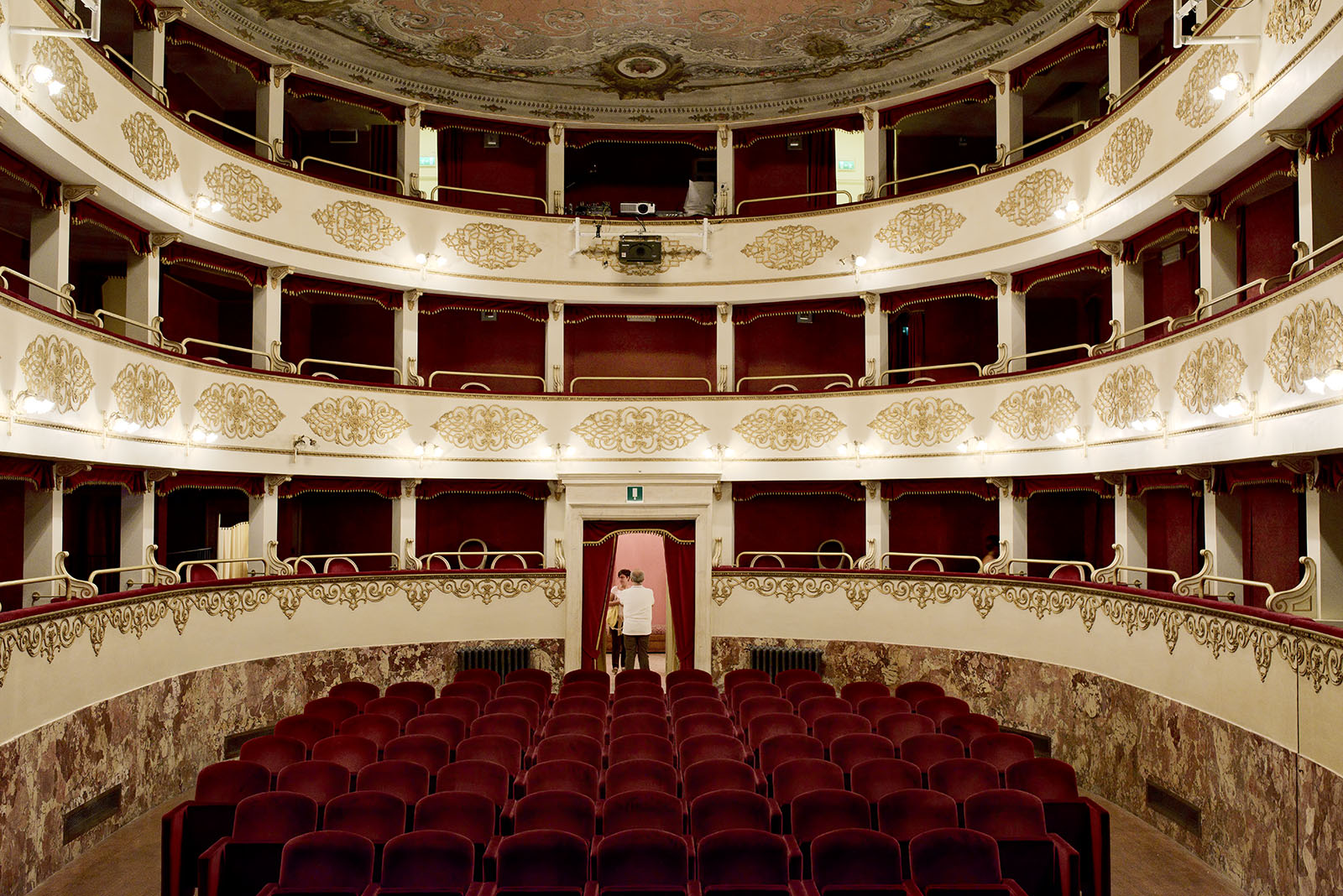
Teatre Comunale Alice Zeppilli de Pieve di Cento, Itàlia)

Després de la Primera Guerra Mundial, Zeppilli i el seu marit es van traslladar a la ciutat de Nova York. En aquest moment la seva carrera va començar a alentir-se, tot i que va actuar periòdicament en òperes a Itàlia i als Estats Units fins al 1926. Va continuar actuant en recitals i vodevil i a la ràdio a la ciutat de Nova York fins al 1930. Després d'això, ella i el seu marit van dividir el seu temps entre les seves residències de Nova York, Montecarlo i Pieve di Cento.
Zeppilli va ensenyar cant tant a Nova York com a Montecarlo mentre el seu marit va continuar treballant per a diverses orquestres, incloent-hi el treball com a violoncel·lista a l'orquestra del Metropolitan Opera. Entre les alumnes de Zeppilli s'inclouen Lily Pons i Doretta Morrow. Després de la mort del seu marit el 1954, Zeppilli es va establir definitivament a Pieve di Cento, on va morir el 1969. El Teatro Comunale Alice Zeppilli porta el seu nom.